# Municipio de Vernon (condado de Van Buren)
El municipio de Vernon (en inglés: Vernon Township) es un municipio ubicado en el condado de Van Buren en el estado estadounidense de Iowa. En el año 2010 tenía una población de 224 habitantes y una densidad poblacional de 2,62 personas por km².

## Geografía
El municipio de Vernon se encuentra ubicado en las coordenadas 40°39′11″N 91°53′58″O / 40.65306, -91.89944. Según la Oficina del Censo de los Estados Unidos, el municipio tiene una superficie total de 85.36 km², de la cual 84,38 km² corresponden a tierra firme y (1,15 %) 0,98 km² es agua.

## Demografía
Según el censo de 2010, había 224 personas residiendo en el municipio de Vernon. La densidad de población era de 2,62 hab./km². De los 224 habitantes, el municipio de Vernon estaba compuesto por el 97,77 % blancos, el 0,45 % eran asiáticos y el 1,79 % eran de una mezcla de razas. Del total de la población el 0 % eran hispanos o latinos de cualquier raza.